# Msoro
Msoro è un ward dello Zambia, parte della Provincia Orientale e del Distretto di Mambwe.